# Gelijkvormigheid (meetkunde)
Gelijkvormigheid is een begrip uit de meetkunde. Twee meetkundige figuren worden gelijkvormig genoemd als de een congruent is met het beeld van de ander onder een homothetie, Een homothetie is de vermenigvuldiging vanuit een punt. Zo zijn alle cirkels gelijkvormig aan elkaar, net als alle vierkanten en parabolen. Zij hoeven niet congruent te zijn. Niet alle ellipsen zijn aan elkaar gelijkvormig, net zomin als alle hyperbolen. Ellipsen en hyperbolen zijn alleen gelijkvormig als ze dezelfde excentriciteit hebben. Twee replica's op verschillende schaal van hetzelfde voorwerp zijn gelijkvormig.

## Driehoeken

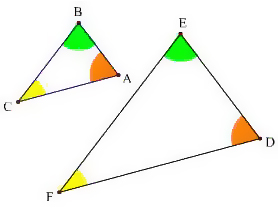
Twee gelijkvormige driehoeken

De gelijkvormigheid van twee driehoeken {\displaystyle ABC} en {\displaystyle DEF}, waarvoor {\displaystyle A} en {\displaystyle D}, {\displaystyle B} en {\displaystyle E} en {\displaystyle C} en {\displaystyle F} overeenkomstige hoeken zijn, wordt genoteerd als:
{\displaystyle \triangle ABC\sim \triangle DEF}
Twee driehoeken zijn gelijkvormig als ze het volgende gemeen hebben:
- de verhoudingen van de overeenkomstige zijden of
- twee, dus ook drie hoeken of
- een hoek en de verhouding van de aanliggende zijden of
- de verhouding van twee zijden en de hoek tegenover de grotere zijde.

Twee driehoeken heten gelijkstandig of homothetisch als de overeenkomstige zijden evenwijdig zijn. Gelijkstandige driehoeken zijn ook gelijkvormig. Zij gaan door een vermenigvuldiging in elkaar over.

### Eigenschappen
Van gelijkvormige driehoeken zijn de overeenkomstige hoeken gelijk en hebben overeenkomstige zijden dezelfde verhouding.
Neem aan dat {\displaystyle \triangle ABC\sim \triangle DEF}, dan gelden de verhoudingen:
{\displaystyle {AB \over DE}={BC \over EF}={AC \over DF}}
Uit deze verhoudingen kunnen allerlei andere verhoudingen worden afgeleid.
Soortgelijke verhoudingen vindt men ook bij andere gelijkvormige veelhoeken.
Men spreekt van direct gelijkvormig als de vermenigvuldiging van de ene figuur direct congruent is aan de andere figuur, dus zonder dat er een spiegeling nodig is.

## Websites
- MathWorld. Similarity.